# Rodolfo Valdés (actor)
Rodolfo Valdés Murguía (Ciudad Juárez, 23 de enero de 1979) es un actor mexicano que ha trabajado en Colombia en diversas telenovelas para RCN Televisión y Telemundo. También para TV Azteca de México.

## Biografía
Nació en Ciudad Juárez, Chihuahua. Estudió Licenciatura en Artes Dramáticas en el CEFAC y realizó un curso de actualización de teatro en Casa Azul. En 2001 ingresó al Centro de Formación Actoral de TV Azteca.
Ha trabajado en RCN Televisión, Telemundo y TV Azteca. Su primer papel lo consiguió en un unitario de Lo que callamos las mujeres, después vendrían muchos papeles, en 2004 se va a Colombia a firmar con RCN Televisión donde consigue papeles importantes en novelas como La viuda de la Mafia, la hija del mariachi y La dama de Troya, Tiempo después se va a Telemundo  donde consigue participar en La diosa coronada y La reina del sur. Después regresa a Colombia para participar en la telenovela producida por RCN Televisión llamada Allá te espero y también tiene un papel especial en la serie El señor de los cielos. Tiempo después participa en la telenovela 5 viudas sueltas y en la serie El Capo 3. En 2015 vuelve a México para antagonizar la telenovela Así en el barrio como en el cielo. Su papel más conocido es el de Nacho Mendoza, en Bella Calamidades

## Filmografía

### Televisión
| Año       | Título                            | Personaje                |
| --------- | --------------------------------- | ------------------------ |
| 2002      | Lo que callamos las mujeres       |                          |
| 2003      | Vivir asi                         |                          |
| 2003      | Enamórate                         |                          |
| 2004      | Soñaras                           |                          |
| 2004      | La viuda de la Mafia              |                          |
| 2006-2007 | La hija del mariachi              | Martín del Valle Ferrero |
| 2008      | Tiempo final                      | Lautaro                  |
| 2008      | Tiempo final                      | Esteban                  |
| 2008-2009 | La dama de Troya                  | Simón Enciso             |
| 2008-2009 | Sin senos no hay paraiso          | Preso                    |
| 2009      | Inversiones el ABC                |                          |
| 2010      | Bella calamidades                 | Nacho Mendoza            |
| 2010      | Mujeres al limite                 | Humberto                 |
| 2010      | Decisiones extremas               | Diego                    |
| 2010      | Decisiones extremas               | Fernando                 |
| 2010      | La diosa coronada                 | Darío                    |
| 2010-2011 | Ojo por ojo                       | Ataulfo                  |
| 2011      | La reina del sur                  | El Chino Parra           |
| 2012-2013 | ¿Quién eres tú?                   | Saúl                     |
| 2013      | Allá te espero                    | René                     |
| 2013      | El señor de los cielos            | Alejandro Negrete        |
| 2013-2014 | 5 viudas sueltas                  | Marcelo Ríos             |
| 2014      | El capo 3                         | El Santo                 |
| 2015      | Así en el barrio como en el cielo | Claudio Andrade          |
| 2016      | Un día cualquiera                 | Hernán / César / Pablo   |
| 2016-2017 | Vino el amor                      | Joselo                   |
| 2018      | Educando a Nina                   | Patricio Arenas          |
| 2018      | Sr Avila                          | Segovia                  |
| 2019      | La usurpadora                     | Camilo                   |
| 2020      | Desaparecida                      | Elvis Fuentes            |
| 2021-2022 | Parientes a la fuerza             | Rick Jones               |
| 2021-2022 | Un día para vivir                 | Eduardo / Elias          |
| 2022      | Rutas de la vida                  | Gabriel                  |
| 2025      | La jefa                           | Fernando                 |

## Cine
| Año  | Título               | Nota     |
| ---- | -------------------- | -------- |
| 2004 | Sofia                | Película |
| 2004 | Te apuesto y te gano | Película |

## Teatro
| Año  | Título               | Nota |
| ---- | -------------------- | ---- |
| 2002 | Al filo de la navaja |      |